# Bovenste Janu

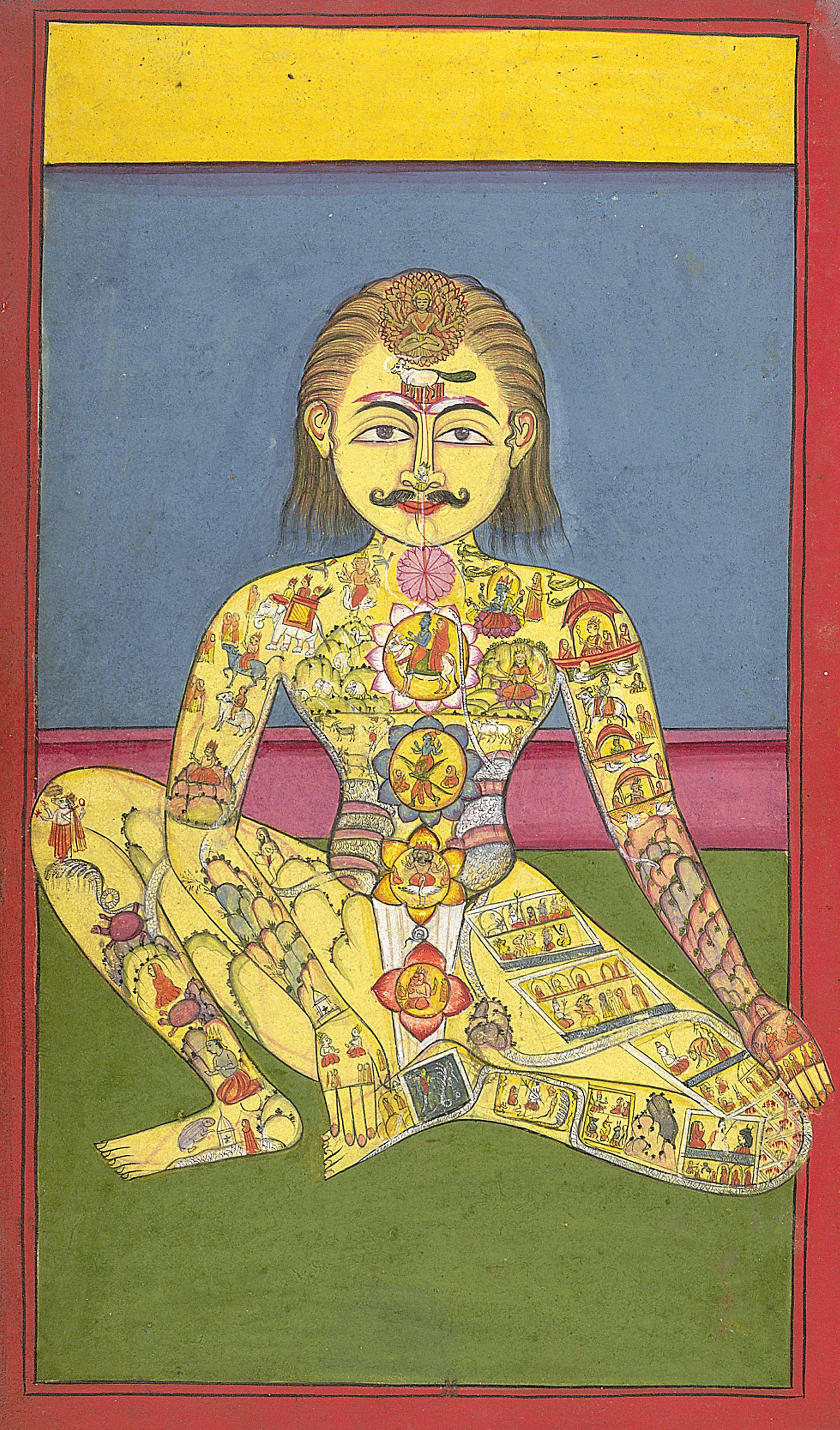
Oude Tibetaanse kaart met de 7 Chakra's en de belangrijkste marmapunten.

Bovenste Janu (Bovenste Janu-punt) is een marmapunt gelegen op de knie. Marmapunten worden in Oosterse filosofieën gebruikt bij massage, yoga, reflexologie en reiki. Men gelooft dat een marmapunt op een nadi ligt en zo een uitwerking kan hebben op een bepaald lichaamsdeel, proces of emotie
| Bovenste Janu | |
| ------------- | --- |
| Positie       | Bovenste Janu is gelegen zowel boven de knieschijf als ook op dezelfde hoogt aan de binnenkant van het been |
| Functie       | dit punt heeft invloed op het evenwicht (zowel fysiek als spiritueel)                                       |

## Overige marmapunten
Naar schatting zijn er 62.000 marmapunten in het lichaam. De belangrijkste 52 zijn: